# Maison du patrimoine de Mimizan
La maison du patrimoine de Mimizan, parfois abrégée en « la Maison du patrimoine », est un musée associatif situé sur le territoire de la commune de Mimizan, dans le département français des Landes.

## Présentation
La Maison du patrimoine présente la vie à Mimizan et dans le pays de Born d'autrefois, en abordant plusieurs thèmes : le système agropastoral dans les Landes de Gascogne à travers la figure du berger landais, le gemmage à travers celle du résinier (Mimizan présente la particularité d'avoir une forêt de pins primitive, datant d'avant la loi relative à l'assainissement et à la mise en culture des Landes de Gascogne), l'activité industrielle à travers les fours à goudron voulus par Colbert, les naufrages sur la côte des Landes.
Elle présente des expositions, films, organise des visites guidées et des ateliers de cuisine en gascon, réalise des démonstrations de gemmage de fin mars à fin septembre et encadre le circuit des bornes de sauveté de Mimizan et des lavoirs.

## Historique
A la fin des années 1970, des passionnés d'archéologie se regroupent afin de mettre en commun leurs recherches sur l'Histoire de Mimizan et du pays de Born. C'est ainsi qu'en 1978 naît la section « Archéologie – Histoire » au sein de l'Association socio-éducative de Mimizan (l'ASEM).
Souhaitant faire partager ses connaissances au public, la section expose ses recherches lors des Journées du Patrimoine de 1980 dans un bâtiment à proximité du clocher-porche mis à disposition par la municipalité. Le musée du Vieux-Bourg y est inauguré en 1981 et prend le nom de « Maison du patrimoine » en 2008. En 2012, la section « Archéologie - Histoire » change de nom pour devenir : l'ASEM - Histoire et Traditions.

## Galerie

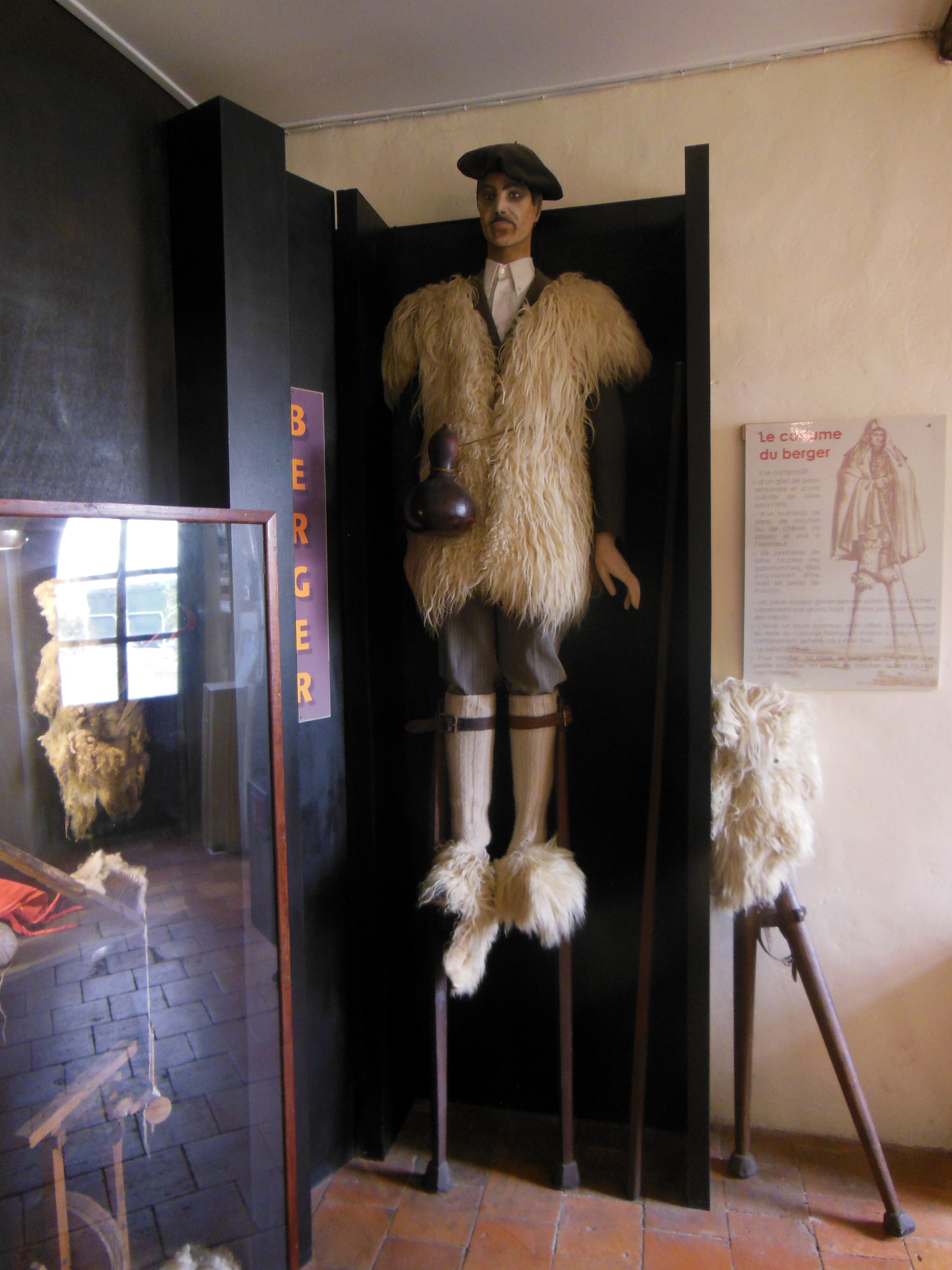
Statue d'un berger landais.
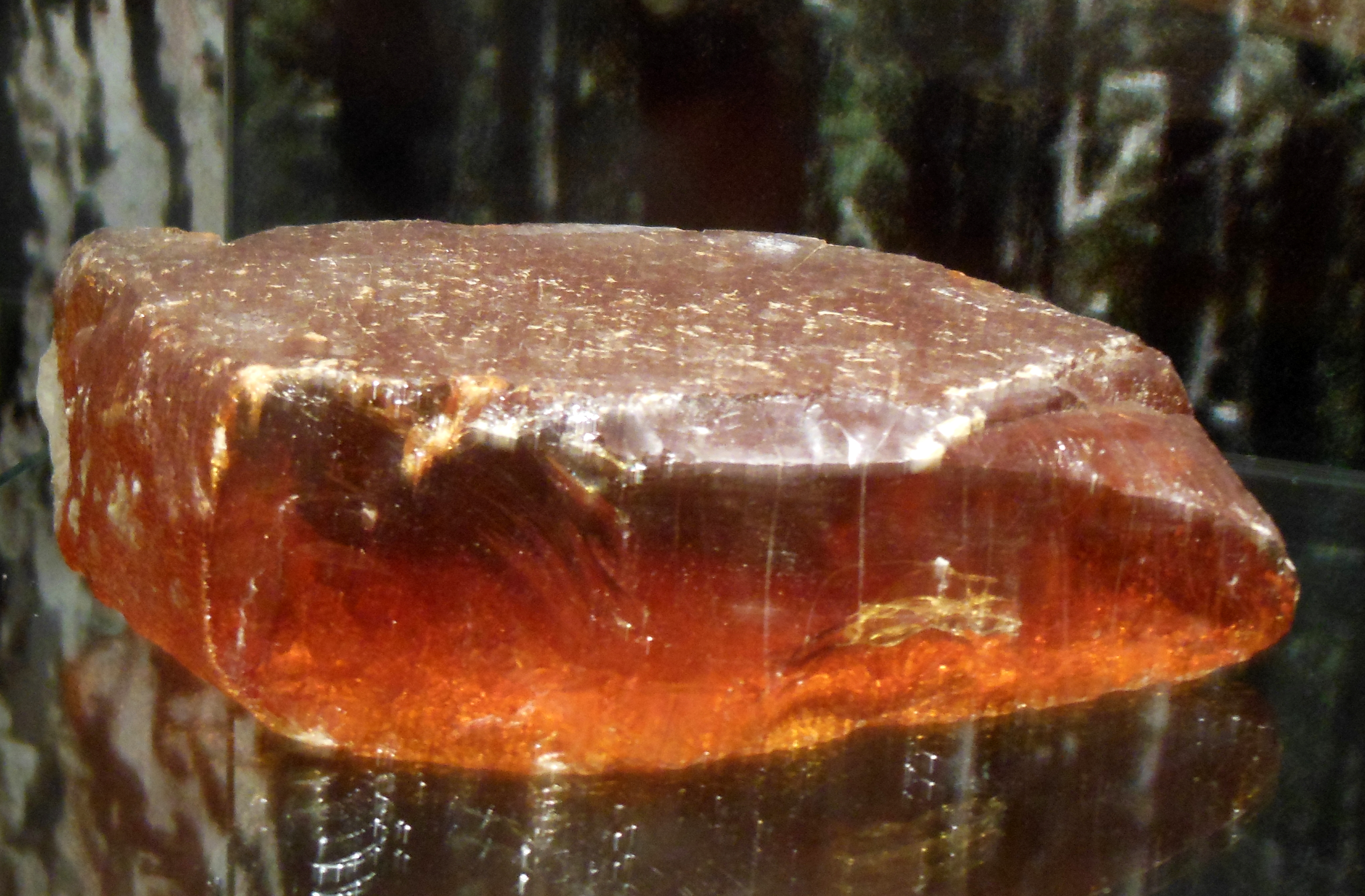
Bloc de colophane.
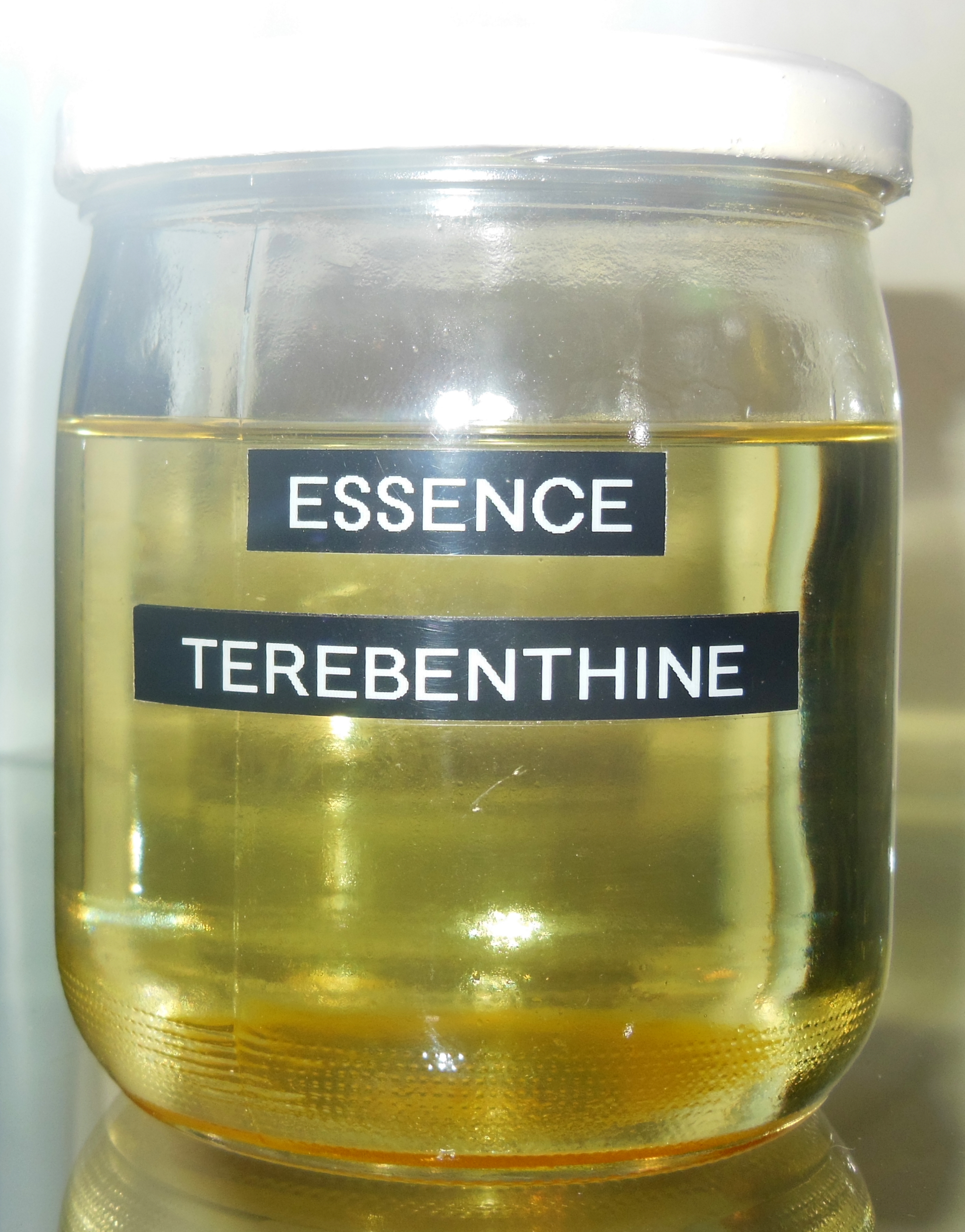
Essence de térébenthine.
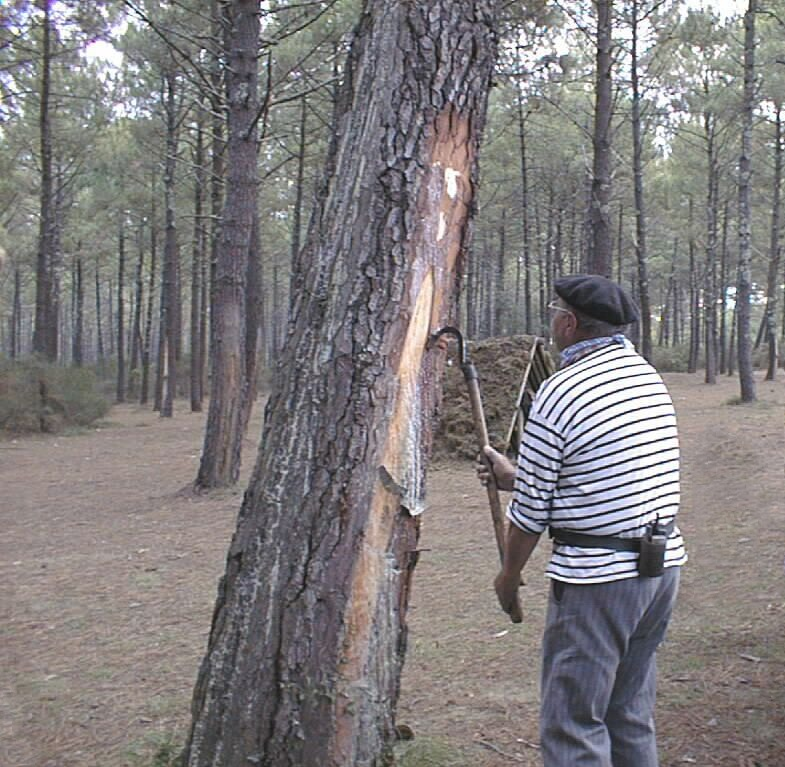
Démonstration de gemmage, à la maison forestière de Leslurgues.